# お塚古墳 (小鹿野町)
お塚古墳（おつかこふん）は、埼玉県小鹿野町にある古墳である。
県道27号線の西側、長留川左岸の段丘上に所在する。伝説では、「羊太夫の墓」といわれており、墳頂に「お塚権現」と称する小祠が祀られている。1992年(平成4年)に墳丘の測量調査が行われたが、その結果から上円下方墳である可能性が指摘されている。上円下方墳とした場合、墳丘の大きさは下方部一辺13メートル・高さ1メートル、上円部径7メートル・高さ1.5メートルである。
埴輪は確認されておらず、また上円下方墳という形態からも7世紀後半の築造と推定されている。
1959年(昭和34年)8月24日付けで町指定史跡に指定された。